# Lagerstroemia vanosii
Lagerstroemia vanosii är en fackelblomsväxtart som beskrevs av W.J.de Wilde och Duyfjes. Lagerstroemia vanosii ingår i släktet Lagerstroemia och familjen fackelblomsväxter. Inga underarter finns listade i Catalogue of Life.